# Newark and Sherwood
Newark and Sherwood är ett distrikt (motsvarande kommun) i grevskapet Nottinghamshire i England, Storbritannien. Distriktet har 125 089 invånare (2022). Större orter är Balderton och Newark-on-Trent. Distriktet är indelat i 84 civil parishes. 